# Aragonsk (sprog)
 For alternative betydninger, se Aragonsk. (Se også artikler, som begynder med Aragonsk)
Aragonsk (aragonsk: aragonés) er et indoeuropæisk romansk sprog, mere specifikt er det et iberoromansk sprog. Det tales af omkring 10.000 mennesker, men forstås af 30.000 mennesker i Aragonien i det nordlige Spanien op til den franske grænse.

## Sproghistorie
Aragonsk opstod i 8. århundrede som en af mange dialekter, der blev ud af latin i de centrale og nordlige Pyrenæerne. Aragonsk selv dukkede op i Ebro-dalen. Over tid udviklede denne dialekt sig til et sprog, som takket være tværsproglig interaktion har mange kendetegn til fælles med andre latinske afledninger i nærheden (som occitansk, castellansk, og catalansk).
I 1164 blev unionen af Kongeriget Aragonien og Amtet Barcelona gennemført, med aragonsk kontrol over staterne. Dette resulterede, på trods af Aragonien og Barcelonas sproglige ligheder, i en klar forskel mellem den vestlige variant aragonsk og den østlige variant catalansk.
I 1412 ankom Huset Trastámara til magten i Aragonien. Dermed blev castiliansk adelens sprog i Aragonien selve. Dette blev et slag mod sproget, der blev forstærket af Kongeriget Castiliens udvidelse vest for Aragoniens territorium, hvilket hindrede diffusionen af det aragonske sprog. Til gengæld drog catalansk fordel fra Barcelonas økonomiske status (især dens havn, der tilbød muligheden om at handle på Middelhavet), og dermed var i stand til at sprede sig mere.
Endnu en union, denne gang af Aragon og Castilen i 1469, gradvist reducerede lokale regeringers evne til selvstyre, hvilket havde alvorlige indvirkninger på brugen af aragonsk. Dette var første officielle omgang af et langt hispaniseringsforløb, hvori castiliansk indflydelse voksede og overvandt den Iberiske Halvøs suverænstater.
Efter Aragoniens nederlag i den spanske arvefølgekrig (1701-1714) blev sprogets brug i akademiske omgivelser ulovlig. En genoplivning af sproget kom først i slutningen af 19. århundrede, da flere filologer og lingvister genopdagede Aragoniens dialekter og sprog. Dog skete det at Spaniens autokratiske regering (1939-1975) undertrykte sproget og mange andre regionale dialekter i bestræbelserne på at skabe national identitet i landet.
En ny genoplivning af sproget opstod i 1978 efter diktaturen Francos død, da det nye spanske demokrati indførte mere regional uafhængighed, hvilket fremmede ny interesse for lokale sprog som Aragonsk. Grundet denne nye interesse, blev aragonsk ironisk nok overtaget endnu mere af catalansk: Mequinenza Erklæringen (Declaració de Mequinensa) indførte større anerkendelse og praktik af catalansk, især i litteratur (med myndighedernes støtte) og i skoler, hvor læring af sproget blev til valgfrit fag.
Sproget var fra 2009 til 2013 beskyttet af den lokale lovgivning, da det anerkendtes regionens "modersmål, originalt og historisk". Lovgivningen blev ophævet med en ny lov (Ley 3/2013), der erstattede sprogets officielle anerkendelse med bl.a. en vagere ret til "at kende Aragoniens flere sprog og sproglige modaliteter".
Aragonsk findes og bruges stort set ikke på institutionsniveau, ligesom det ikke anvendes i den lokale administration. Sproget optræder kun yderst sparsomt i medierne, og forekommer slet ikke i fjernsynet. I den nordlige del af Aragonien udgives et ugentligt tillæg på aragonsk sammen med en lokal avis. Der udkommer sporadiske magasiner på aragonsk, og i en årrække er der udkommet ca. 10 bøger årligt på sproget.

## Sprogeksempel
Her følger Fadervor på aragonsk som eksempel på sproget:
Pair nuestro, que yes enno cielo,
santificato sia el tuyo nombre.
Vienga a nusaltros el tuyo reino
i faiga-se la tuya voluntat,
enna tierra como enno cielo.
El pan nuestro de cada dia da-nos-lo hue.
Perdona las nuestras faltas,
como tamién nusaltros perdonamos als que nos faltan.
No nos deixes cayer enna tentación i libera-nos del mal.
Amén.